# 大岡信賞
大岡信賞（おおおかまことしょう）は、日本の文学賞。

## 概要
大岡信を記念し「時代や社会を貫く力をもった広い意味の「うた」を生み出すことで、新たな芸術表現を開拓した個人または団体」に贈られる。朝日新聞社・明治大学の共催で2019年度から開催され、選考会および発表は翌年2月になる。大岡信は朝日新聞にて「折々のうた」を長期連載（1979年～2007年）し、明治大学では30年近くに渡って法学部教授を務めたという所縁がある。
選考委員は池辺晋一郎、やなぎみわ、堀江敏幸、蜂飼耳、管啓次郎。
第1回贈呈式は明治大学アカデミーホールで、第2回以降は朝日新聞東京本社で行われている。第6回（2024年度）より朝日新聞社の単独開催となった。

## 歴代受賞者
- 第1回[2]（2019年度）
  - 佐々木幹郎（詩人）：詩集『鏡の上を走りながら』思潮社。ISBN 978-4-7837-3660-8、オペラ「紫苑物語」（西村朗作曲）[4]台本。
  - 巻上公一（ミュージシャン）：詩集『至高の妄想』書肆山田。ISBN　978-4-87995-994-2
- 第2回（2020年度）岬多可子（詩人）：詩集『あかるい水になるように』書肆山田。ISBN　978-4-86725-000-6
- 第3回（2021年度）小島ゆかり（歌人）：歌集『雪麻呂』短歌研究社。ISBN　978-4-86272-676-6
- 第4回[5][6]（2022年度）野村喜和夫（詩人）：詩集『美しい人生』港の人。ISBN　978-4-89629-411-8
- 第5回[7]（2023年度）荒川洋治（現代詩作家）：詩集『真珠：二人ずつ抱くと一人が余る』気争社。国立国会図書館書誌ID:033040338
- 第6回[8]（2024年度）新井高子（詩人）：詩集『おしらこさま綺聞』幻戯書房。ISBN 978-4-86488-291-0

## 歴代選考委員
- 一柳慧 - 第1回[1]